# Jérôme Hennequin
Pour les autres membres de la famille, voir Famille Hennequin d'Ecquevilly.
Jérôme Hennequin (né en 1547, mort le 10 mars 1619) est un ecclésiastique qui fut évêque de Soissons  de 1587 à 1619.

## Biographie
Jérôme Hennequin est le 6e fils de Dreux Hennequin († 1550), seigneur d'Assy, Président de la chambre des comptes de Paris et de Renée Nicolaï.
Il est le frère cadet d'Aymar Hennequin, évêque de Rennes et archevêque désigné de Reims ; les deux prélats seront des partisans de la Sainte-Ligue. 
Chanoine de Paris, il reçoit le siège épiscopal de Soissons en 1587. Il est consacré à Rome par le cardinal François de Joyeuse. Il participe aux États généraux de la Ligue à Paris en 1593.
En 1610 il cède au cardinal de Joyeuse sa prérogative de couronner la reine de France Marie de Médicis.
En 1612 il obtient que son neveu Dreux Hennequin de Villenoxe († 1651) soit désigné comme son coadjuteur avec droit de succession. En 1618 il résigne en sa faveur la commende de l'abbaye Notre-Dame de Bernay dont il avait été pourvu à la mort de son frère Aymar en 1596. 
Mais à sa mort en mars 1619, Dreux Hennequin renonce à sa succession en faveur de son cousin Charles de Hacqueville (également neveu du défunt évéque par sa mère Anne Hennequin) qui obtient la confirmation du siège épiscopal par le pape Paul V le 12 août suivant.